# Finlandia Trophy 2016
Finlandia Trophy 2016 – szóste zawody łyżwiarstwa figurowego z cyklu Challenger Series 2016/2017. Zawody rozgrywano od 6 do 10 października 2016 roku w hali Espoo Metro Areena w Espoo.
Wśród solistów triumfował Amerykanin Nathan Chen, natomiast w rywalizacji solistek Kanadyjka Kaetlyn Osmond. W parach sportowych złoty medal zdobyli Kanadyjczycy Meagan Duhamel i Eric Radford, natomiast wśród par tanecznych triumfowali Rosjanie Aleksandra Stiepanowa i Iwan Bukin.

## Wyniki

### Soliści
| Poz. | Zawodnik              | Nota łączna | SP | SP    | FS | FS     |
| ---- | --------------------- | ----------- | -- | ----- | -- | ------ |
| 1    | Nathan Chen           | 256,44      | 2  | 87,50 | 1  | 168,94 |
| 2    | Patrick Chan          | 248,73      | 3  | 84,59 | 2  | 164,14 |
| 3    | Maksim Kowtun         | 229,57      | 1  | 88,26 | 4  | 141,31 |
| 4    | Michaił Kolada        | 219,55      | 4  | 80,20 | 5  | 139,35 |
| 5    | Jorik Hendrickx       | 218,32      | 5  | 79,22 | 6  | 139,10 |
| 6    | Aleksandr Pietrow     | 211,80      | 7  | 69,71 | 3  | 142,09 |
| 7    | Alexei Bychenko       | 203,75      | 6  | 74,17 | 10 | 129,58 |
| 8    | Paul Fentz            | 196,12      | 8  | 62,36 | 8  | 133,76 |
| 9    | Alexander Majorov     | 193,78      | 12 | 56,06 | 7  | 137,72 |
| 10   | Ivan Righini          | 191,81      | 9  | 61,73 | 9  | 130,08 |
| 11   | Ryūju Hino            | 181,25      | 13 | 55,91 | 11 | 125,34 |
| 12   | Jiří Bělohradský      | 175,63      | 10 | 61,59 | 12 | 114,04 |
| 13   | Danijjel Samochin     | 160,97      | 14 | 52,03 | 13 | 108,94 |
| 14   | Daniel Albert Naurits | 152,41      | 11 | 56,84 | 16 | 95,57  |
| 15   | Bela Papp             | 148,84      | 15 | 47,18 | 14 | 101,66 |
| 16   | Samuel Koppel         | 143,32      | 16 | 46,38 | 15 | 96,94  |

### Solistki
| Poz. | Zawodniczka              | Nota łączna | SP | SP    | FS | FS     |
| ---- | ------------------------ | ----------- | -- | ----- | -- | ------ |
| 1    | Kaetlyn Osmond           | 187,27      | 3  | 64,73 | 1  | 122,54 |
| 2    | Mao Asada                | 186,16      | 2  | 64,87 | 2  | 121,29 |
| 3    | Anna Pogoriła            | 182,80      | 1  | 69,50 | 3  | 113,30 |
| 4    | Jelizawieta Tuktamyszewa | 165,59      | 4  | 62,99 | 4  | 102,60 |
| 5    | Nicole Schott            | 150,00      | 7  | 51,03 | 7  | 98,97  |
| 6    | Courtney Hicks           | 149,80      | 5  | 57,41 | 8  | 92,39  |
| 7    | Loena Hendrickx          | 148,16      | 8  | 48,81 | 6  | 99,35  |
| 8    | Sierafima Sachanowicz    | 143,37      | 14 | 42,88 | 5  | 100,49 |
| 9    | Joshi Helgesson          | 142,30      | 6  | 56,12 | 10 | 86,18  |
| 10   | Viveca Lindfors          | 137,10      | 10 | 47,07 | 9  | 90,03  |
| 11   | Danielle Harrison        | 125,89      | 9  | 47,72 | 12 | 78,17  |
| 12   | Emmi Peltonen            | 124,17      | 11 | 46,49 | 13 | 77,68  |
| 13   | Karly Robertson          | 120,54      | 13 | 44,79 | 14 | 75,75  |
| 14   | Liubov Efimenko          | 119,42      | 16 | 39,76 | 11 | 79,66  |
| 15   | Helery Hälvin            | 116,39      | 12 | 45,24 | 16 | 71,15  |
| 16   | Aimee Buchanan           | 110,41      | 15 | 40,86 | 17 | 69,55  |
| 17   | Daša Grm                 | 105,00      | 18 | 31,37 | 15 | 73,63  |
| 18   | Yasmine Yamada           | 98,09       | 17 | 38,50 | 19 | 59,59  |
| 19   | Ilaria Nogaro            | 90,87       | 19 | 31,01 | 18 | 59,86  |

### Pary sportowe
| Poz. | Zawodnicy                                   | Nota łączna | SP | SP    | FS | FS     |
| ---- | ------------------------------------------- | ----------- | -- | ----- | -- | ------ |
| 1    | Meagan Duhamel / Eric Radford               | 197,78      | 1  | 66,49 | 1  | 131,29 |
| 2    | Kristina Astachowa / Aleksiej Rogonow       | 169,10      | 2  | 57,26 | 2  | 111,84 |
| 3    | Mari Vartmann / Ruben Blommaert             | 164,91      | 3  | 56,58 | 3  | 108,33 |
| 4    | Ashley Cain / Timothy LeDuc                 | 158,63      | 6  | 54,26 | 4  | 104,37 |
| 5    | Tarah Kayne / Daniel O’Shea                 | 158,11      | 4  | 54,65 | 5  | 103,46 |
| 6    | Jekatierina Aleksandrowska / Harley Windsor | 147,02      | 5  | 54,54 | 6  | 92,48  |
| 7    | Minerva Fabienne Hase / Nolan Seegert       | 127,55      | 7  | 50,28 | 8  | 77,27  |
| 8    | Alexandra Herbríková / Nicolas Roulet       | 117,36      | 8  | 38,84 | 7  | 78,52  |
| 9    | Ioulia Chtchetinina / Noah Scherer          | 104,32      | 9  | 33,61 | 9  | 70,71  |

### Pary taneczne
| Poz. | Zawodnicy                                    | Nota łączna | RD | RD    | FD | FD     |
| ---- | -------------------------------------------- | ----------- | -- | ----- | -- | ------ |
| 1    | Aleksandra Stiepanowa / Iwan Bukin           | 172,83      | 1  | 69,63 | 1  | 103,20 |
| 2    | Madison Hubbell / Zachary Donohue            | 165,76      | 2  | 65,31 | 2  | 100,45 |
| 3    | Tiffany Zahorski / Jonathan Guerreiro        | 153,00      | 3  | 62,27 | 4  | 90,73  |
| 4    | Laurence Fournier Beaudry / Nikolaj Sørensen | 149,69      | 5  | 58,76 | 3  | 90,93  |
| 5    | Natalia Kaliszek / Maksym Spodyriew          | 147,46      | 4  | 60,62 | 5  | 86,84  |
| 6    | Olivia Smart / Adrià Díaz                    | 142,12      | 6  | 55,89 | 6  | 86,23  |
| 7    | Cecilia Törn / Jussiville Partanen           | 126,93      | 7  | 46,66 | 7  | 80,27  |
| 8    | Taylor Tran / Saulius Ambrulevičius          | 117,63      | 8  | 45,27 | 8  | 72,36  |
| 9    | Emi Hirai / Marien de la Asuncion            | 102,03      | 9  | 44,07 | 10 | 57,96  |
| 10   | Olesia Karmi / Max Lindholm                  | 101,02      | 10 | 42,80 | 9  | 58,22  |